# Naturdenkmal Egelpfuhle am Stier

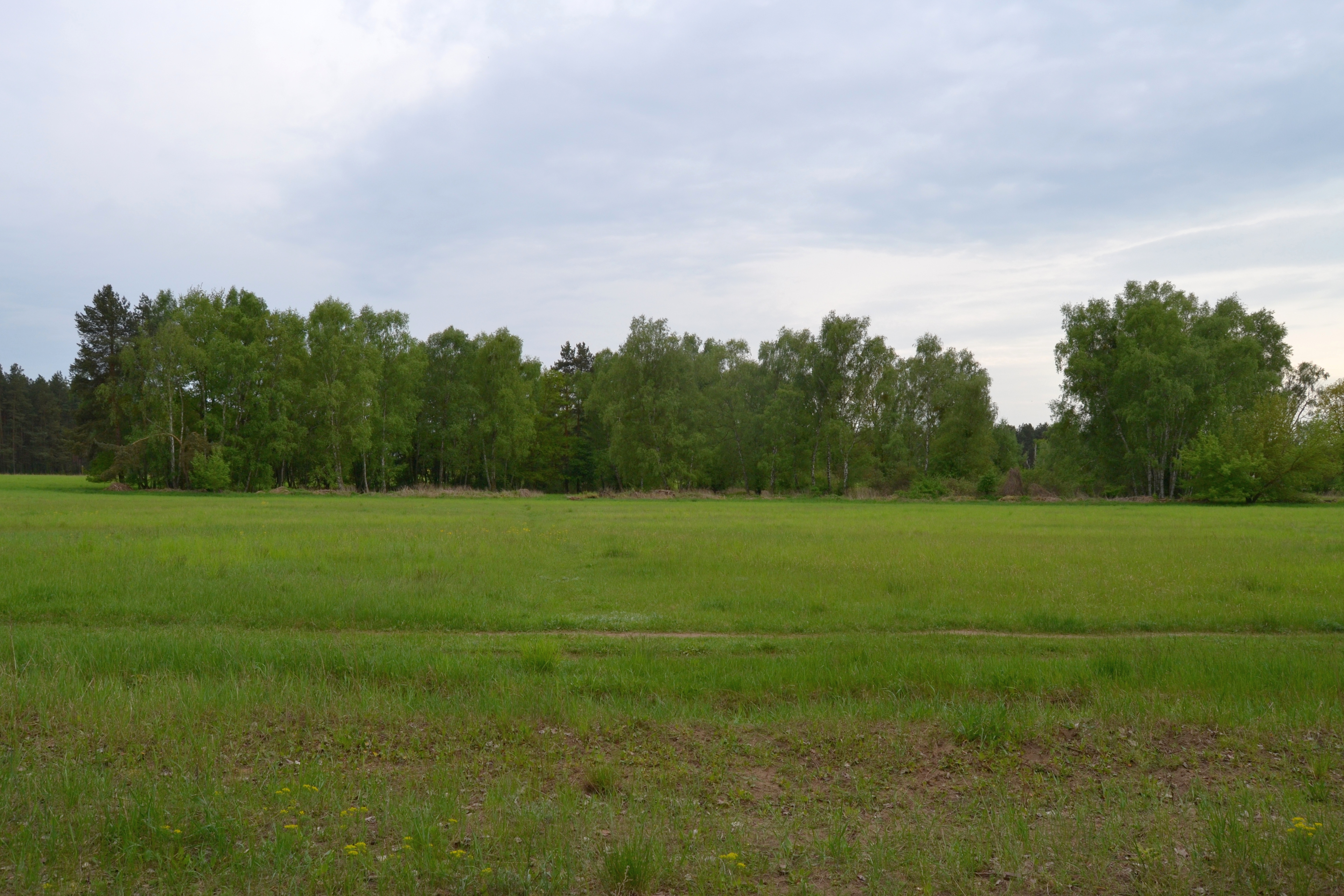
Blick auf den nordöstlichen Bereich mit der Orchideenwiese.

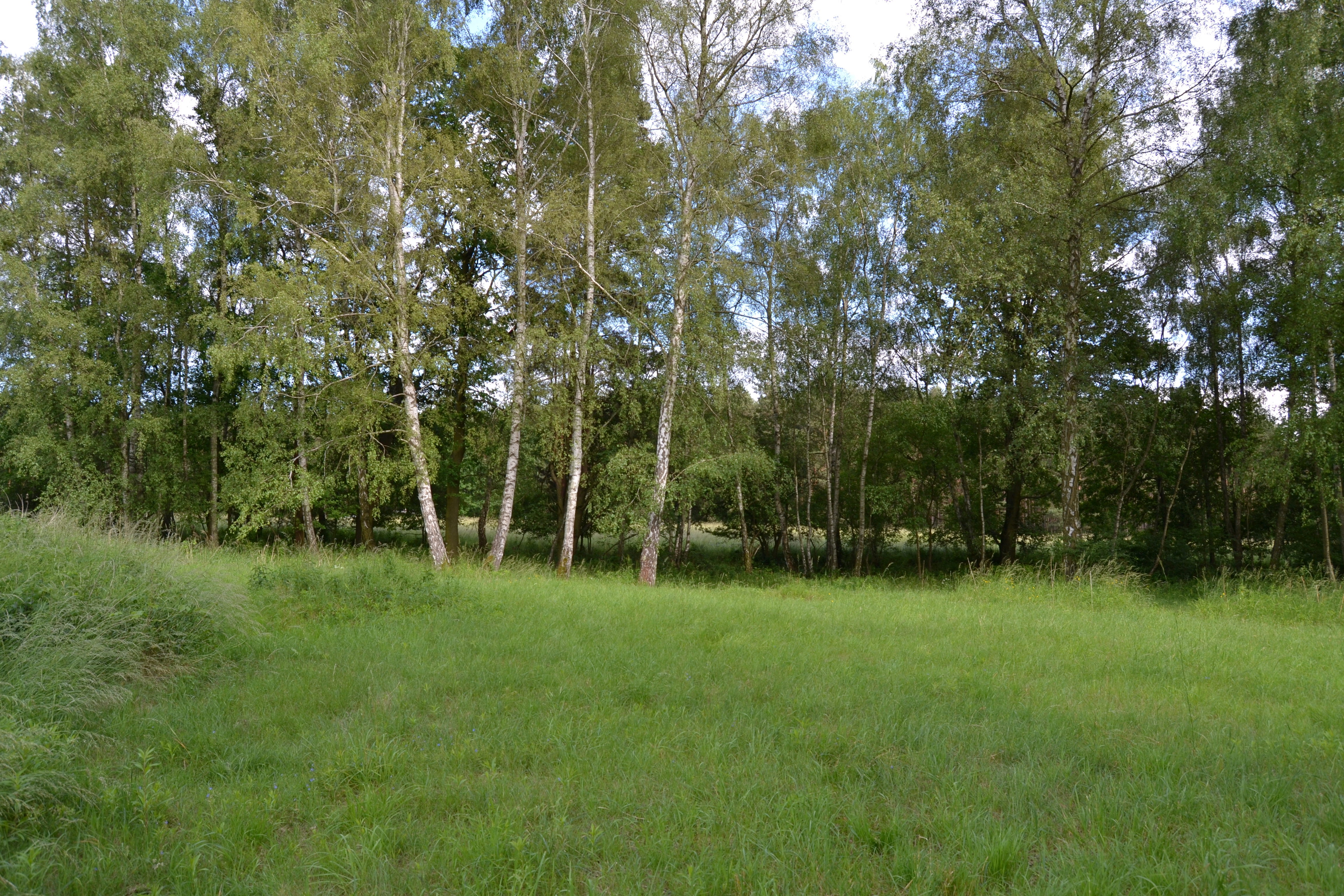
Orchideenwiese.

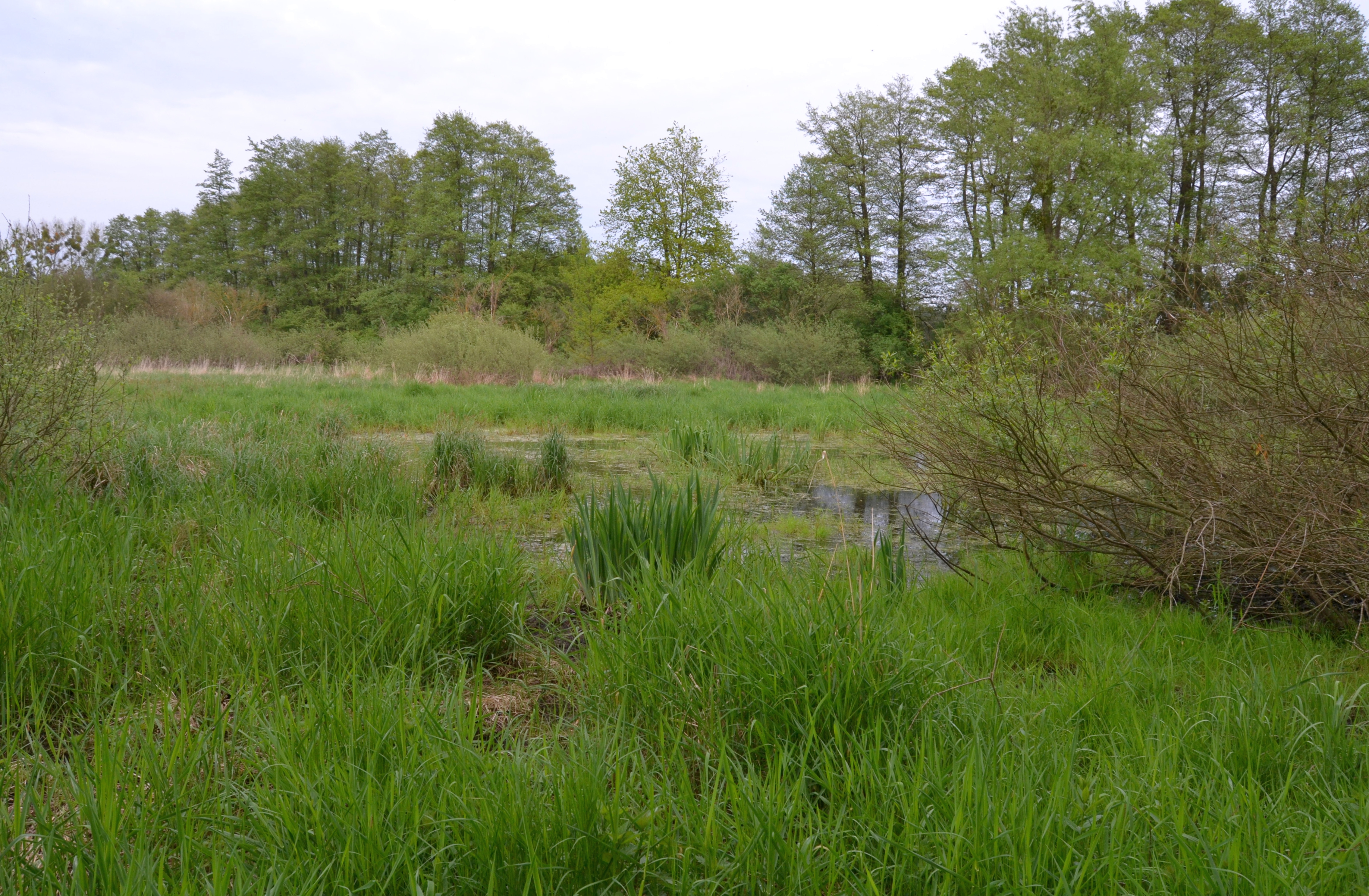
Östlicher Egelpfuhl.

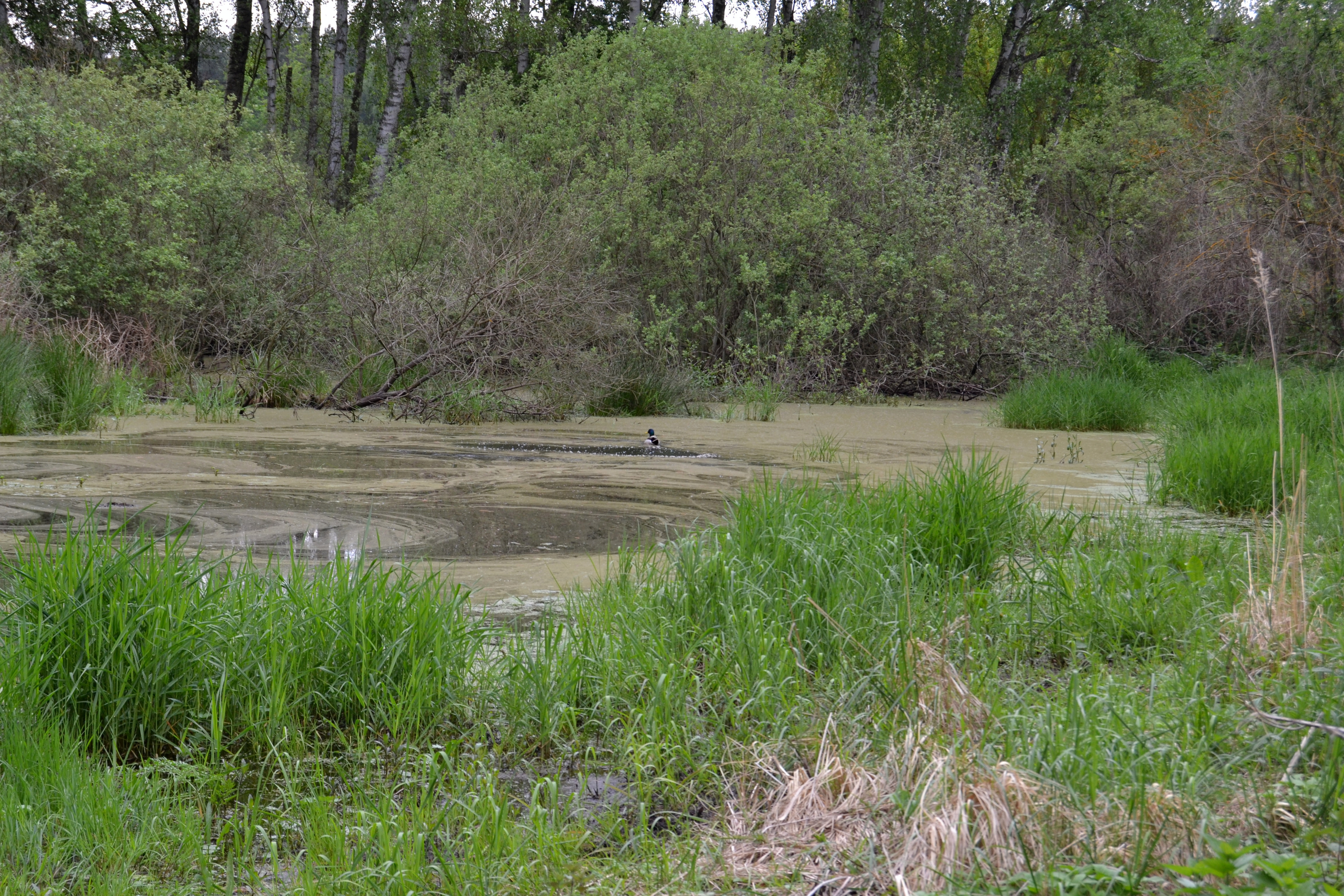
Westlicher Egelpfuhl.

Das Naturdenkmal Egelpfuhle am Stier ist mit 2 Hektar Ausweisungsfläche das größte Naturdenkmal in Schöneiche bei Berlin.
Das Naturdenkmal Egelpfuhle am Stier besteht aus den beiden Egelpfuhlen, einer Wiese und einem diese umgebendes Wäldchen. Das gesamte Ensemble liegt in der Schönebecker Heide am östlichen Rand des Ortes, zwischen dem Siedlungsgebiet Schöneiches und dem Wohnplatz Grünelinde von Rüdersdorf. Im gesamten Naturdenkmal wurden mehr als 200 Blütenpflanzen, darunter mehr als 50 Heilpflanzen, sowie 21 Gehölzarten gezählt. Die Wiese im Osten ist in weiten Teilen von Birken umgeben, eine zur Heide hin offene Seite ist durch eine Benjeshecke geschützt. Auf der Wiese wachsen eine große Zahl von Wildkräutern und Wildblumen, darunter geschützte seltene Orchideenarten wie das Breitblättrige Knabenkraut (60 Exemplare 2013), das Große Zweiblatt (8 Stauden) und der Breitblättrige Sitter (70 Exemplare). Problematisch ist die sich auf Kosten anderer Pflanzen ausbreitende Goldrute, die von Menschenhand zurückgedrängt werden muss.
Die beiden Egelpfuhle sind flache Sölle. Sie sind Brutgebiet für diverse Vogelarten. Darüber hinaus sind sie Laichgebiet für die Erdkröte, Teich- und Grasfrosch sowie Kamm- und Teichmolche. Auch Ringelnattern leben hier.
Seinen Namen hat das Gebiet nach einem früher in der Nähe bestehenden Gasthaus mit dem Namen Stier von Uri, von dem heute keine Reste mehr oberflächlich zu finden sind.

## Einzelbelege
1. ↑  Liste der Flächennaturdenkmale im LOS. (PDF) Landkreis Oder-Spree, archiviert vom Original (nicht mehr online verfügbar) am 14. Juli 2014; abgerufen am 10. Juli 2014 (Listeneintrag als „Egelpfühle am Stier“).  Info: Der Archivlink wurde automatisch eingesetzt und noch nicht geprüft. Bitte prüfe Original- und Archivlink gemäß Anleitung und entferne dann diesen Hinweis.
2. ↑  BUND-Bericht 2013 (Seite nicht mehr abrufbar, festgestellt im Mai 2019. Suche in Webarchiven)  Info: Der Link wurde automatisch als defekt markiert. Bitte prüfe den Link gemäß Anleitung und entferne dann diesen Hinweis.

Koordinaten: 52° 29′ 9,7″ N, 13° 43′ 34,6″ O